# 1997年柬埔寨危机
1997年柬埔寨危机，又称1997年柬埔寨冲突、1997年柬埔寨政变，指的是1997年7月至9月期间柬埔寨发生的一场政变。第二首相洪森驱逐了第一首相诺罗敦·拉那烈。冲突期间，有数十人丧生。自此洪森全面掌握政權，实行獨裁統治至今。
这次冲突洪森的批评者称为“政变”。诺罗敦·西哈努克国王虽然对此十分不满，但并未称其为“政变”。